# Because I Got High

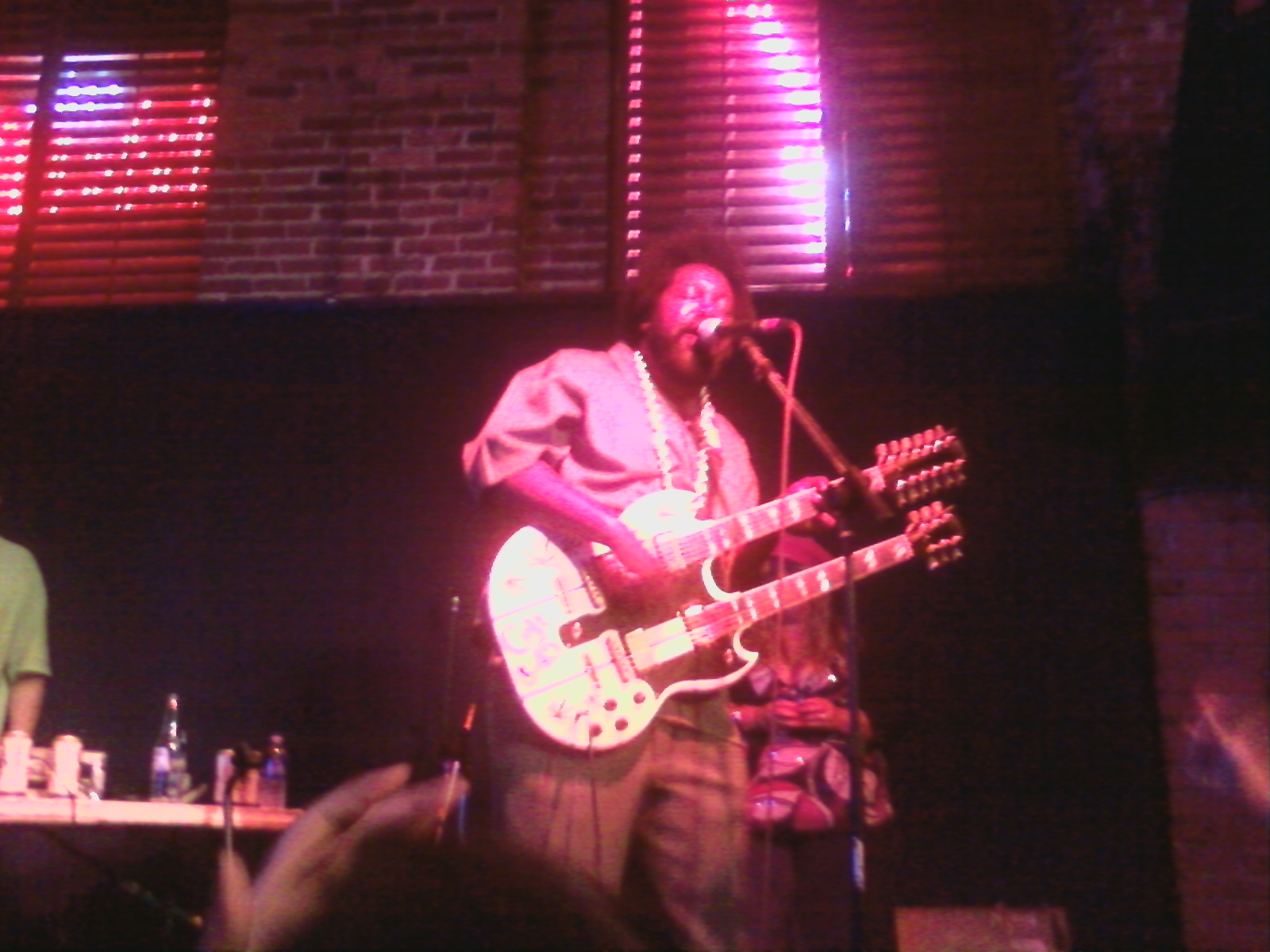
Because I Got High är Afromans kanske mest kända låt.

”Because I Got High” är en låt skriven och framförd av rapparen Afroman. Låten släpptes som singel år 2001 och blev snabbt en hit. Det blev även Afromans största hit och det är den låt han är mest känd för. Låten har fått skarp kritik eftersom den tros kunna påverka folk, särskilt ungdomar, att börja ta droger och röka marijuana. Denna kritik är dock missriktad, då låten handlar om nackdelarna med att röka marijuana och ta droger. Exempelvis lyder en textrad: ”I messed up my entire life because I got high”.
Låten spelas i filmerna Jay and Silent Bob Strike Back och Disturbia.